# Кандидо де Соуза, Адилсон
Кандидо де Соуза Адилсон (порт. Adílson Cândido de Souza; 28 мая 1974 Гуашупе, штат Минас-Жерайс Бразилия) — бразильский футболист, вратарь.

## Биография
Он играл в «Атлетико Минейро», «Палмейрасе» (Куяба), «Сан-Карлус», «Ботафого» (Рибейран-Прету), «Рио Бранко», «Сеаре, «Сертанзинью» и «Санту-Андре».
Для болельщиков «Атлетико Минейро» его самым ярким выступлением стал матч чемпионата Бразилии 1995 года против «Ботафого» из Рибейран-Прету, в котором чёрно-белые выиграли со счётом 5:0, а вратарь забил три гола. Адилсон в этом матче заменил Таффарела.
Адилсон был чемпионом Сеары 2006 года с командой «Порангабуссу», он стал героем, отразив пенальти главного соперника Риналдо. В 2009 году он получил травму, а после возвращения потерял своё место в стартовом составе. Вскоре после этого он снова получил травму, играя в сентябре 2010 года в Кубке Фарес Лопеса. Он сыграл 235 игр за «Сеару».
В чемпионате Бразилии 2011 года Адилсон играл в первой игре «Сеары», и команда проиграла «Васко да Гаме» со счётом 1:3.
В начале 2012 года Адилсон сообщил, что он собирается завершить карьеру в конце сезона, и после прибытия тренера Пауло Сезар Гусман Адилсон решил отложить свой уход из большого футбола до конца года. По просьбе тренера он продлил контракт с «Сеарой».
В декабре 2012 года закончился более чем 8-летний период игры в «Сеаре», контракт с Адилсоном не продлили.
4 марта 2013 Адилсон согласился перейти «Санту-Андре», а в 2014 году он завершил карьеру/